# Provinz Sachsen
Die Provinz Sachsen war eine preußische Provinz, zwischen dem Königreich Hannover (ab 1866 Provinz Hannover), Herzogtum Braunschweig, Kurfürstentum Hessen (ab 1866 Provinz Hessen-Nassau), den zehn (später acht) thüringischen Staaten und dem Königreich Sachsen sowie der preußischen Provinz Brandenburg gelegen. Sie wurde durch das aus mehreren Teilstücken bestehende Herzogtum Anhalt fast in eine nördliche und südliche Hälfte gespalten. Provinzhauptstadt (Sitz des Oberpräsidenten) war Magdeburg, der Provinziallandtag hatte seinen Sitz hingegen in Merseburg. Die historische Provinz Sachsen liegt heute räumlich verteilt im Land Sachsen-Anhalt (ohne Anhalt), im Norden Thüringens (mit Erfurt, dem Eichsfeld, Nordhausen und Mühlhausen) und in Anteilen der früheren Grafschaft Henneberg (mit Suhl und Schleusingen) sowie in Teilen des heute südwestlichen Brandenburgs (Südfläming und Elbe-Elster-Land) und in nordwestlichen Sachsens (aus Teilen des Landkreises Nordsachsen).

## Geschichte (allgemein)
In der Provinz vereinigte das Königreich Preußen seinen 1807 an Frankreich verlorenen und in den Befreiungskriegen bis 1815 zurückgewonnenen Altbesitz an der mittleren Elbe (Altmark, Magdeburg, Halberstadt, Mansfeld, Quedlinburg), mit den – ebenfalls 1807 verlorenen – Erwerbungen von 1802 (Eichsfeld, Erfurt, Mühlhausen und Nordhausen) sowie dem größten Teil der ihm auf dem Wiener Kongress zugesprochenen und als „Herzogtum Sachsen“ bezeichneten, vormals königlich sächsischen Territorien (Wittenberger Kreis, Thüringer Kreis um Weißenfels, Norden des Leipziger Kreises mit Delitzsch und Eilenburg sowie Norden des Meißnischen Kreises mit Torgau und Elsterwerda).
Bedingt durch ihre Mittellage als westlichste der „sieben östlichen Provinzen des Königreichs“ grenzte diese Provinz 1815 an nicht weniger als 18 Mitgliedstaaten des Deutschen Bundes (1864 immerhin noch 14), darunter alle thüringischen Staaten, vor allem aber an die Königreiche Hannover und Sachsen, sowie an Kurhessen, Braunschweig (mit Amt Calvörde, Blankenburg und Kernland) und die anhaltischen Herzogtümer.

Bildung der Provinz Sachsen im Jahr 1815

Zur Provinz gehörten – vor allem in Thüringen – zahlreiche Exklaven, darunter die Kreise Schleusingen und Ziegenrück, wodurch es sogar mit Bayern eine kurze gemeinsame Grenze gab (Exklaven Blankenberg und Sparnberg).
Während im dichter besiedelten Süden und in der Provinzhauptstadt Magdeburg zahlreiche Betriebe der Metall- und Textilindustrie, später auch der chemischen Industrie beheimatet waren, herrschte im Magdeburger Umland und in der Altmark die Landwirtschaft vor, zum Teil mit Spezialkulturen, wie den Zuckerrüben in der fruchtbaren Magdeburger Börde.
Das Herzogtum Magdeburg war aus dem weltlichen Herrschaftsbereich des Erzbischofs von Magdeburg hervorgegangen. Nach den Bestimmungen des Westfälischen Friedens von 1648 wurde dieses längst lutherisch gewordene Territorium nach dem Tod des letzten Administrators, Herzog August von Sachsen-Weißenfels, im Jahre 1680 säkularisiert und als Herzogtum dem Kurfürsten von Brandenburg (als Entschädigung für den verlorenen Anspruch auf Vorpommern) zugesprochen.
Zum 1. Juli 1944 wurde die Provinz Sachsen aufgeteilt in die Provinzen Magdeburg und Halle-Merseburg, während der Regierungsbezirk Erfurt der Verwaltung des Reichsstatthalters in Thüringen unterstellt wurde. 1945 wurde die Provinz Sachsen durch Zusammenlegung der Provinzen Magdeburg und Halle-Merseburg mit dem Land Anhalt in neuer Form als „Provinz Sachsen-Anhalt“ wiedergegründet. Die Auflösung des preußischen Staates durch das Kontrollratsgesetz Nr. 46 hatte dann die Konstituierung des Landes Sachsen-Anhalt zur Folge. Landeshauptstadt wurde Halle.
Am längsten hielten sich die Grenzen der Provinz Sachsen im kirchlichen Bereich in Form der Kirchenprovinz Sachsen der Evangelischen Kirche, die bis Ende 2008 bestand.

## Gebiet und Einwohnerentwicklung
Auf einer Fläche von 25.529 Quadratkilometern lebten im Mai 1939 3.618.458 Einwohner.
| Jahr | Einwohner |
| ---- | --------- |
| 1816 | 1.180.413 |
| 1843 | 1.614.492 |
| 1871 | 2.103.174 |
| 1880 | 2.312.007 |
| 1890 | 2.580.010 |
| 1900 | 2.832.616 |
| 1910 | 3.089.275 |
| 1925 | 3.277.476 |
| 1933 | 3.400.592 |
| 1939 | 3.618.458 |

## Verwaltungsgeschichte
Die Provinz Sachsen wurde 1815 gebildet und erhielt den Rang eines Herzogtums. Sie umfasste im Wesentlichen die bereits vor 1800 zu Preußen gehörigen Gebietsteile Magdeburg und Halberstadt, die 1802 an Preußen gelangten ehemaligen Reichsstädte Mühlhausen und Nordhausen sowie Erfurt (zuvor seit 1807 als Fürstentum Erfurt direkt dem französischen Kaiser unterstellt) und darüber hinaus die vom Königreich Sachsen an Preußen abgetretenen Gebiete Wittenberg, Merseburg, Naumburg, Mansfeld, Querfurt und Henneberg mit deren Umland (Aufzählung nicht abschließend). Andere ebenfalls an Preußen abgetretene Gebiete Sachsens (vor allem die Nieder- und die nordöstliche Oberlausitz) wurden den Provinzen Schlesien bzw. Brandenburg zugeordnet. In die neue Provinz Sachsen wurden auch die Altmark (zwischen 1807 und 1813 beim Königreich Westphalen) einschließlich der früheren hannoverschen Exklaven um Klötze eingegliedert. 1932 erhielt sie noch die einst hannoverschen Gebiete um Ilfeld und Elbingerode. 1941 gab es einen Gebietstausch: Die Provinz Sachsen gab die Stadt Hornburg und die Gemeinden Isingerode und Roklum ab und erhielt dafür vom Freistaat Braunschweig den Flecken Hessen und den bislang braunschweigischen Teil von Pabstorf.
Die Provinz Sachsen bestand im Wesentlichen aus zwei durch das Herzogtum Anhalt räumlich getrennten Teilen und hatte mehrere Exklaven. Sie hatte drei Regierungsbezirke (Magdeburg, Merseburg und Erfurt). Am 1. Juli 1944 wurde der hessen-nassauische Kreis Herrschaft Schmalkalden dem Regierungsbezirk Erfurt eingegliedert und dieser dem Reichsstatthalter in Thüringen unterstellt sowie die restliche Provinz Sachsen in die beiden Provinzen Magdeburg und Halle-Merseburg aufgeteilt. Schon ein Jahr später wurden auf Befehl des Oberst-Kommandierenden der Sowjetischen Militäradministration die Provinzen Halle-Merseburg und Magdeburg mit dem Land Anhalt und die zur Sowjetischen Besatzungszone gehörenden Teile des Landes Braunschweig (um Blankenburg und Calvörde) zu einem einheitlichen Gebiet, der Provinz Sachsen, zusammengelegt und diese in die drei Verwaltungsbezirke Magdeburg, Merseburg und Dessau unterteilt. Eine kleine Ausnahme bildete die zum Landkreis Haldensleben gehörende Gemeinde Preußisch Offleben, die mit der benachbarten braunschweigischen Gemeinde Offleben baulich verwachsen war und in diese eingegliedert wurde. Nach Genehmigung durch den Chef der Sowjetischen Militäradministration Marschall Sokolowski am 3. Dezember 1946 erfolgte die Umbenennung in Provinz Sachsen-Anhalt und die bisherige Provinzialverwaltung in Provinzialregierung und 1947 in Land Sachsen-Anhalt. Letzteres wurde bei der Gründung der DDR am 7. Oktober 1949 Bestandteil der DDR; es wurde im Juli 1952 mit der Gebietsreform in der DDR wieder aufgelöst. Es entstanden hieraus im Wesentlichen die Bezirke Halle und Magdeburg. Dabei wurden einige ehemals sächsische Gebiete im Osten (u. a. Delitzsch, Eilenburg, Torgau und Schkeuditz bereits 1950) dem aus dem Land Sachsen (wurde in drei Bezirke aufgeteilt) entstandenen Bezirk Leipzig angegliedert, andere Teile (Kreise Schweinitz und Liebenwerda) dem Bezirk Cottbus.
Nach der Wiedervereinigung 1990 wurde das Land Sachsen-Anhalt mit leicht veränderten Grenzen im Wesentlichen aus den Bezirken Halle und Magdeburg (Landeshauptstadt) wieder errichtet, siehe Sachsen-Anhalt.

## Verwaltungsgliederung der Provinz Sachsen (bis 1944)

### Regierungsbezirk Magdeburg

#### Stadtkreise
1. Aschersleben (1901–1950)
2. Burg (1924–1950)
3. Halberstadt (1817–1825 und 1891–1950)
4. Magdeburg
5. Quedlinburg (1911–1950)
6. Stendal (1909–1950)

#### Landkreise
1. Calbe a./S.
2. Gardelegen
3. Halberstadt
4. Haldensleben
5. Jerichow I
6. Jerichow II
7. Oschersleben (Bode)
8. Osterburg
9. Quedlinburg
10. Salzwedel
11. Stendal
12. Wanzleben
13. Wernigerode (von 1900 bis 1932 Grafschaft Wernigerode)
14. Wolmirstedt

### Regierungsbezirk Merseburg

#### Stadtkreise
1. Eisleben (1908–1950)
2. Halle a. d. Saale
3. Merseburg (1921–1950)
4. Naumburg a. d. Saale (1914–1950)
5. Weißenfels (1899–1950)
6. Wittenberg (Lutherstadt) (1922–1950)
7. Zeitz (1901–1950)

#### Landkreise
1. Bitterfeld
2. Delitzsch
3. Eckartsberga (Sitz: Kölleda)
4. Liebenwerda
5. Mansfelder Gebirgskreis
6. Mansfelder Seekreis
7. Merseburg
8. Naumburg
9. Querfurt
10. Saalkreis
11. Sangerhausen
12. Schweinitz
13. Torgau
14. Weißenfels
15. Wittenberg
16. Zeitz

### Regierungsbezirk Erfurt

#### Stadtkreise
1. Erfurt (1816–1818, seit 1872)
2. Mühlhausen (1892–1950)
3. Nordhausen (1882–1950)

#### Landkreise
1. Erfurt (bis 1932)
2. Grafschaft Hohenstein (Landratsamt in Nordhausen)
3. Heiligenstadt
4. Langensalza
5. Mühlhausen
6. Schleusingen
7. Weißensee
8. Worbis
9. Ziegenrück

## Politik

### Oberpräsidenten
- 1816–1821: Friedrich von Bülow[6]
- 1821/24–1825: Friedrich von Motz
- 1825–1837: Wilhelm Anton von Klewiz
- 1837–1840: Anton zu Stolberg-Wernigerode
- 1841–1844: Eduard von Flottwell
- 1844–1845: Wilhelm von Wedell
- 1845–1850: Gustav von Bonin
- 1850–1872: Hartmann von Witzleben
- 1873–1881: Robert von Patow
- 1881–1890: Arthur von Wolff
- 1890–1897: Albert von Pommer Esche
- 1898–1906: Karl Heinrich von Boetticher
- 1906–1908: Kurt von Wilmowsky
- 1908–1917: Wilhelm von Hegel
- 1917–1919: Rudolf von der Schulenburg
- 1920–1927: Otto Hörsing (SPD)
- 1927–1930: Heinrich Waentig (SPD)
- 1930–1932: Carl Falck (DDP)
- 1933–1933: Friedrich von Velsen (DNVP)
- 1933–1933: Kurt Melcher (DVP)
- 1933–1944: Curt von Ulrich (NSDAP)
- 1944–1945: aufgeteilt in Provinz Magdeburg und Provinz Halle-Merseburg
  - Provinz Magdeburg: Rudolf Jordan (NSDAP)
  - Provinz Halle-Merseburg: Joachim Albrecht Eggeling (NSDAP)

### Landeshauptmänner
- 1876–190000Wilko Levin von Wintzingerode
- 1900–190700Ludwig Bartels, Deutschkonservative Partei
- 1908–192100Kurt von Wilmowsky
- 1921–192200Rudolf Oeser, DDP
- 1922–193300Erhard Hübener, DDP (1922–1924 geschäftsführend)
- 1933–194500Kurt Otto, NSDAP
- 19450000000Erhard Hübener, LDP

### Provinziallandtag
- 1921: SPD 22,7 % – 25 Sitze | DNVP 19,1 % – 21 Sitze | KPD 17,3 % – 19 Sitze | DVP 14,6 % – 16 Sitze | USPD 10,9 % – 12 Sitze | DDP 10,0 % – 11 Sitze | Zentrum 3,6 % – 4 Sitze | Landbund 1,8 % – 2 Sitze
- 1925: SPD 29,7 % – 34 Sitze | NOB 17,3 % – 20 Sitze | KPD 15,4 % – 18 Sitze | DNVP 10,7 % – 12 Sitze | Arbeit und Ordnung 6,7 % – 7 Sitze | DDP 4,8 % – 5 Sitze | Zentrum 3,9 % – 4 Sitze | DNVP/Landbund 3,4 % – 4 Sitze | Sparer und Rentner 2,2 % – 3 Sitze | DVP 1,6 % – 2 Sitze | DSP 1,2 % – 2 Sitze | DFVP 1,1 % – 1 Sitz | WP 0,9 % – 1 Sitz
- 1929: SPD 31,1 % – 37 Sitze | DNVP 14,9 % – 17 Sitze | KPD 13,7 % – 16 Sitze | DVP 8,6 % – 10 Sitze | WP 6,1 % – 8 Sitze | NSDAP 5,8 % – 7 Sitze | DDP 4,1 % – 5 Sitze | Zentrum 3,8 % – 5 Sitze | CNBL 2,9 % – 4 Sitze | Landbund 2,5 % – 4 Sitze
- 1933: NSDAP 48,1 % – 54 Sitze | SPD 21,4 % – 25 Sitze | KPD 12,8 % – 15 Sitze | DNVP 13,5 % – 14 Sitze | Zentrum 3,7 % – 5 Sitze
(An 100 % fehlende Stimmen = nicht im Provinziallandtag vertretene Wahlvorschläge.)